# Dennis Lehane
Dennis Lehane (n. 4 august 1965, Dorchester, Boston, Massachusetts) este un autor de romane polițiste american.

## Premii
- 1994: Shamus Award pentru cel mai bun roman de debut (Best first novel) pentru A Drink Before the War
- 1998: Nero Wolfe Award pentru Sacred
- 1999: Dilys Award și Barry Award pentru Gone, Baby, Gone
- 2001: Deutscher Krimipreis – International, locul al 3-lea pentru Kein Kinderspiel
- 2002: Deutscher Krimipreis – International, locul al 3-lea pentru Regenzauber
- 2002: Anthony Award – Bester Roman pentru Mystic River
- 2002: Premiul Barry pentru Mystic River
- 2003: Premiul Dilys pentru Mystic River
- 2003: Deutscher Krimipreis – International, locul al 3-lea pentru Spur der Wölfe
- 2003: Prix Mystère de la critique pentru Mystic River
- 2011: Premiul finlandez pentru romanul polițist - categoria International pentru Suomen dekkariseura
- 2013: Premiul Edgar Allan Poe pentru Live by Night.

## Opere

#### The Kenzie-Gennaro novels
- A Drink Before the War (1994). ISBN 015100093X
- Darkness, Take My Hand (1996). ISBN 0688143806
- Sacred (1997). ISBN 0688143814
- Gone, Baby, Gone (1998). ISBN 0688153321
- Prayers for Rain (1999). ISBN 068815333X
- Moonlight Mile (2010). ISBN 0061836923

#### Coughlin series
- The Given Day (2008). ISBN 978-0688163181
- Live By Night (2012). ISBN 978-0060004873
- World Gone By (2015). ISBN 978-0060004903

#### Alte opere
- Mystic River (2001). ISBN 0688163165
- Shutter Island (2003). ISBN 0688163173
- Coronado: Stories (2006). ISBN 978-0061139673
- The Drop (2014). ISBN 978-0062365446

### Filmografie
- Mystic River (2003)
- The Wire (2002 TV serie)
  - Episod 3.03 "Dead Soldiers" (2004)
  - Episod 4.04 "Refugees" (2006)
  - Episod 5.08 "Clarifications" (2008)
- Gone Baby Gone (2007)
- Shutter Island (2010)
- Castle (2009)
  - Episode 3.21 "The Dead Pool" (2011)
- Boardwalk Empire (2013)
- The Drop (2014)

## Traduceri în limba română
- Dispărută fără urmă, Editura Paralela 45, 2011, ISBN 9789734712465
- Shutter island, Editura Paralela 45, 2009, ISBN 9789734706495